# Setthathirat I
Setthathirat I, (in lao: ເສດຖາທິຣາດ) detto anche Sai Setthathirath (altre traslitterazioni: Xai Xetthathirat, Chai Chettathirath), il cui nome regale fu Samdach Brhat-Anya Chao Udaya Budhara Buvana Brhat Jaya Setha Maharajadiraja Buvanadi Adipati Sri Sadhana Kanayudha (Mueang Sua, 24 gennaio 1534 – Mueang Ong Kan, 1571), è stato il diciottesimo sovrano del Regno di Lan Xang, la cui capitale era Mueang Sua (detta anche Xieng Thong), che lui stesso ribattezzò Luang Prabang, situata nell'odierno Laos settentrionale. È stato anche re di Lanna dal 1546 al 1551, dove ha risieduto a Chiang Saen, che fa oggi parte della Thailandia del Nord, per poi trasferirsi a Mueang Sua e lasciare il governo ad un reggente.
Divenne re di Lan Xang nel 1550 dopo la morte del predecessore Phothisarat, di cui era figlio. Secondo alcune fonti divenne re nel 1547 e secondo altre nel 1548.
È considerato un eroe nazionale e uno dei più grandi re di Lan Xang per aver respinto le invasioni birmane e per i traguardi che raggiunse sia in politica interna che in quella estera. Fu anche un fervente religioso e fece costruire importanti templi nelle città laotiane. Spostò ufficialmente la capitale di Lan Xang a Vientiane nel 1560. Quattro anni dopo la sua morte, il regno di Lan Xang sarebbe stato sottomesso dai birmani, che lo avrebbero reso uno Stato vassallo per i successivi 28 anni.
Le cronache che lo menzionano provengono dagli antichi annali di Lan Xang, di Lanna, di Ayutthaya e di Birmania, che differiscono tra loro. Gli annali di Lan Xang furono tradotti in altre lingue ed interpretati in diversi modi, dando luogo a controversie sull'attendibilità dei riferimenti storici. La principale tra le critiche che determinarono il cambiamento del testo originale, fu dettata dalla convinzione che molti degli avvenimenti storici fossero stati omessi o distorti nell'edizione originale a maggior gloria del regno. Gli avvenimenti e le date relative alla sua vita non sono quindi pienamente attendibili.

## Biografia
Nacque il 24 gennaio del 1534 durante il regno del predecessore Phothisarat I, di cui era il figlio, e la madre era Yot Kham Tip, figlia del re di Lanna e discendente di Mengrai il Grande. Il suo nome di nascita era principe Setthavongsa e fu nominato erede al trono dal padre, che nel 1533 aveva spostato la corte a Vientiane, da dove era più facile mantenere il controllo sui turbolenti principati della zona e su quelli del sud. La capitale ufficiale di Lan Xang era rimasta a Mueang Sua.

### Re di Lanna
Il Regno Lanna stava attraversando un grave periodo di crisi, durante il quale fu respinta un'invasione birmana e si erano alternati alcuni sovrani che erano stati detronizzati o uccisi dalla ambiziosa aristocrazia di corte. Nel 1546, il gruppo emergente dei nobili nominò reggente la regina Chiraprapha, che scongiurò un'invasione di Ayutthaya, ed invitò a guidare il regno Setthavongsa, che era discendente della dinastia di Mengrai. Il principe era a quel tempo probabilmente dodicenne, ma secondo alcune fonti potrebbe anche essere stato quattordicenne o diciottenne. Phothisarat diede la sua approvazione ed il matrimonio venne organizzato con grandi cerimonie che si tennero in diverse città lanna.
Secondo le cronache di Lan Xang, un'imponente folla di 300.000 persone e 2.000 elefanti accompagnò la famiglia reale di Mueang Sua a Chiang Mai, la capitale lanna, dove venne celebrato il matrimonio. Setthavongsa fu incoronato con il nome regale Jaya Setha Varman e giurò fedeltà al regno di fronte al Buddha di Smeraldo, un'antica statua veneratissima dai buddhisti. Negli stessi giorni gli vennero date in sposa due principesse locali.
Qualche tempo dopo morì Phothisarat e quando Setthavongsa lo venne a sapere lasciò gli affari di Stato ad uno zio e si recò a Mueang Sua per presenziare alla cremazione. Secondo alcune fonti portò con sé il Buddha di Smeraldo, che in seguito rimase a Mueang Sua, secondo altre fonti lo aveva portato via il padre al termine delle cerimonie di nozze. Mentre Setthavongsa era in viaggio, i fratellastri principi Lanxang e Tha Heua cercarono di usurpare il trono che gli spettava e si spartirono il regno. Con l'aiuto dei mandarini dei principati meridionali, gli usurpatori vennero arrestati e l'erede al trono concesse loro il perdono, ma fece giustiziare chi li aveva aiutati.
La sua intenzione era di unificare i due regni e governare da Chiang Saen, la capitale in territorio lanna che aveva scelto, ma gli aristocratici di Lan Xang lo dissuasero e suo malgrado accettò di rimanere in patria. Fu proclamato re di Lan Xang nel 1550 con il nome regale Setthathirat e cercò di mantenere il trono di Lanna nominando reggente la stessa regina Chiraprapha che già era stata reggente prima del suo arrivo a Chiang Mai. L'anno successivo il consiglio dei nobili del regno Lanna lo dichiarò decaduto e nominò re il principe shan Mekuti, imparentato con la locale Casa Reale.

### Re di Lan Xang
Appena salì al trono di Lan Xang, ricompensò il principe che aveva soffocato la rivolta dei fratellastri usurpatori, già ministro del padre, affidandogli il governatorato di Vientiane con il nuovo titolo di Phragna Chantaburi. La provincia venne estesa accorpando importanti municipalità della zona. Phragna Chantaburi fece erigere in città i tuttora esistenti complessi templari di Wat Chan e di Wat Phragna-Wat.
Nel 1551, Setthathirat venne a sapere di essere stato detronizzato a Chiang Mai e delle sanguinose lotte che avevano portato all'incoronazione di Mekuti. Ordinò ad alcuni dei governatori, tra cui il riabilitato fratellastro Lanxang, di muovere le loro truppe contro Lanna. L'invasione fu preparata dai nobili di corte i quali, nel timore che il sovrano tornasse a vivere a Chiang Saen, misero assieme un esercito con poche truppe male armate e l'attacco venne respinto.

#### Diffusione del Buddhismo

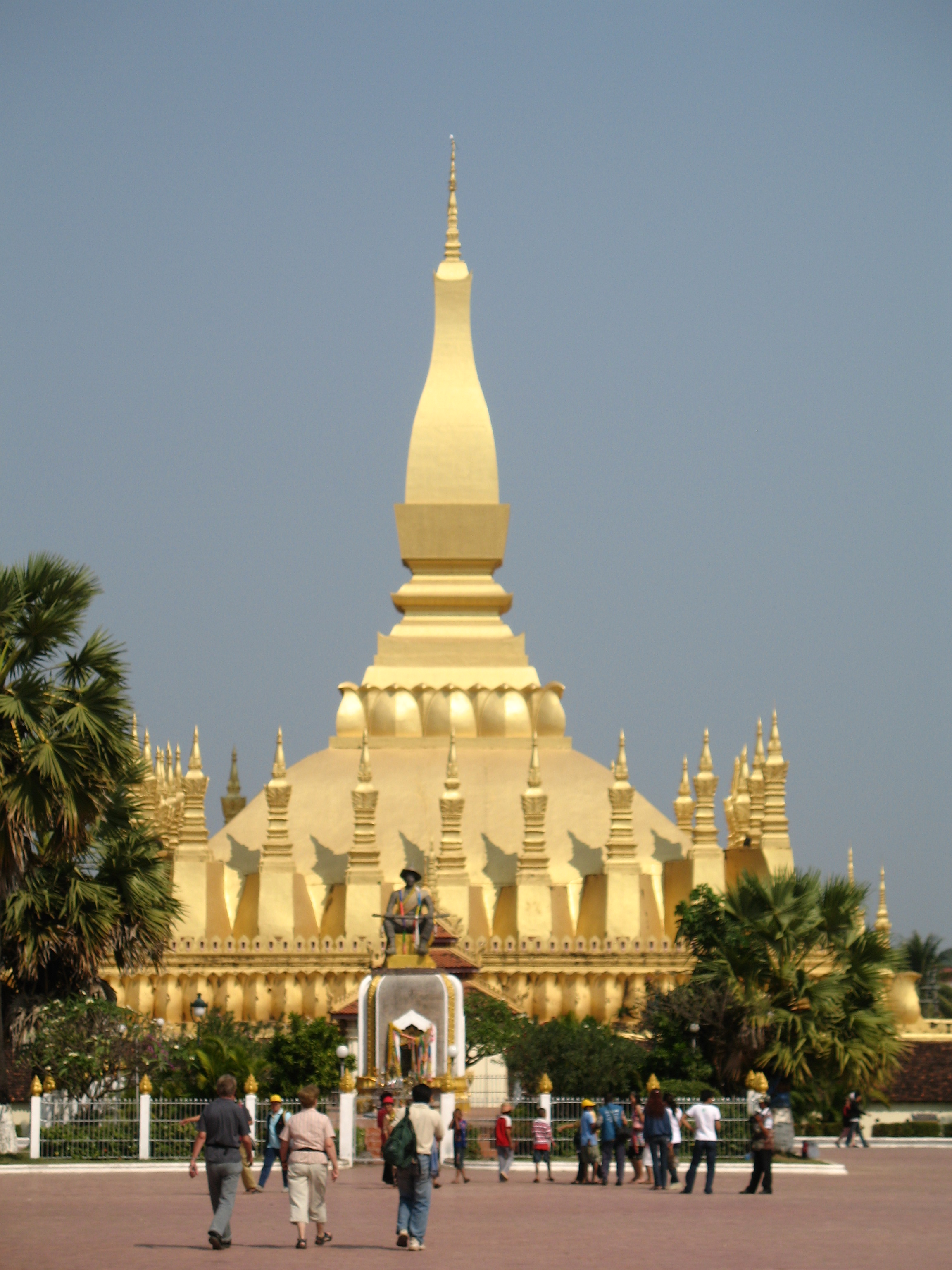
L'imponente Pha That Luang fatto costruire a Vientiane da Setthathirat. Distrutto dai siamesi nel 1828, fu ricostruito dai francesi negli anni 30 secondo il disegno originale

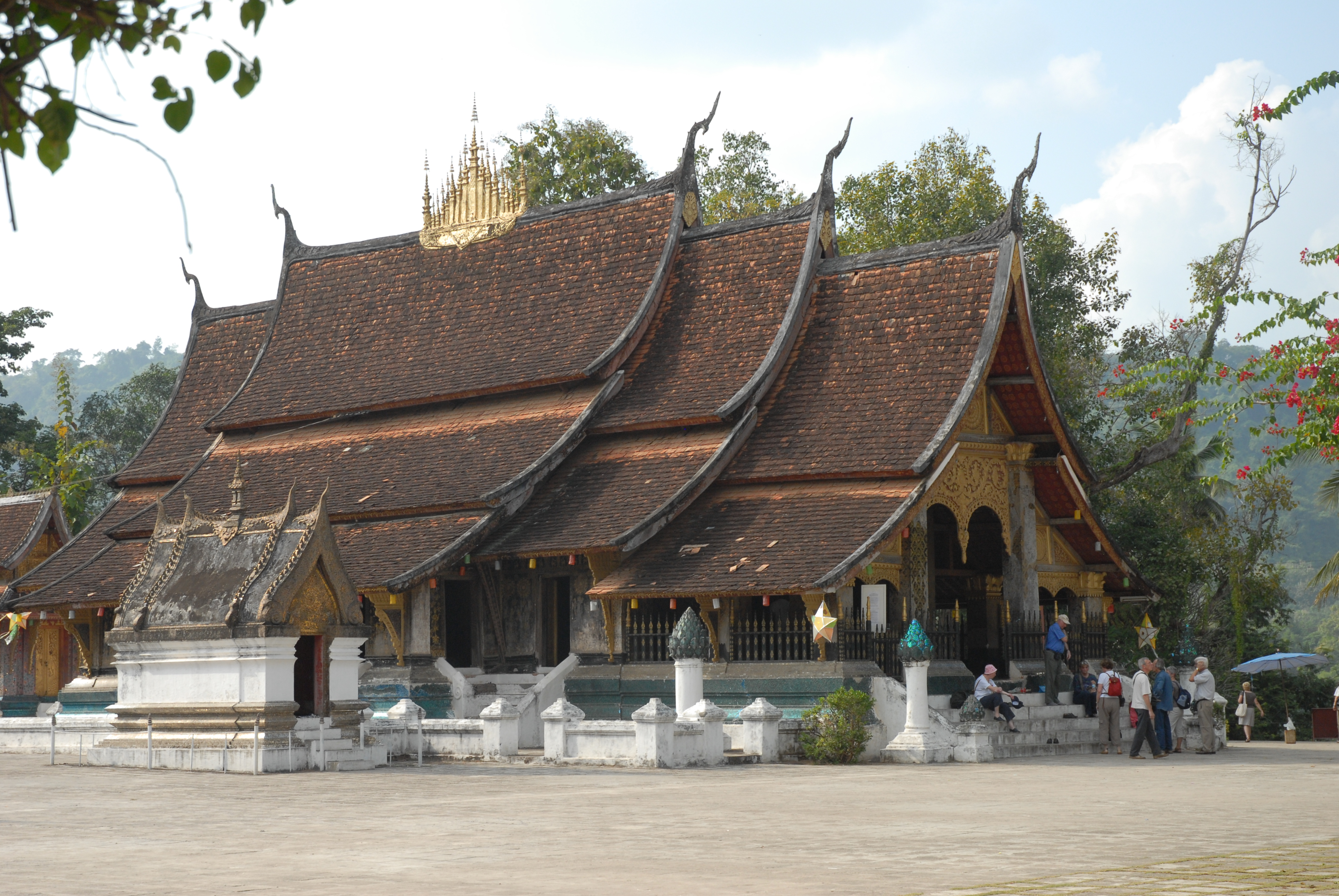
Wat Xieng Thong di Luang Prabang

Negli ultimi decenni si era assistito ad un progressivo aumento dell'impegno religioso dei sovrani del sudest asiatico. Setthathirat si rese protagonista di uno sviluppo del Buddhismo Theravada come nessun sovrano di Lan Xang aveva mai fatto prima. Fece costruire molti templi e santuari finemente decorati in diverse città del paese, in particolare a Vientiane, dove fra i molti edifici religiosi fece erigere il Phra That-Chedi-Loka-Chulamani, lo splendido stupa tuttora esistente dopo la ricostruzione degli anni trenta chiamato Pha That Luang.
Fu riparato l'antico santuario Phra That Phanom nell'odierna Nakhon Phanom e vennero realizzate splendide statue raffiguranti Buddha che divennero famose. Il Buddhismo si diffuse in tutto il paese e la capitale, ricostruita dopo le devastazioni che i birmani compirono durante il suo regno, divenne famosa per la bellezza dei suoi templi. A Luang Prabang fece costruire il Vat Xieng Thong, il complesso templare dove sarebbero stati incoronati i successivi sovrani del paese. L'edificio si è salvato dalle devastazioni delle guerre e, dopo una serie di restauri, si trova ancora dove fu costruito.

#### Primo confronto con i birmani
Nel 1555 ritentò la conquista di Lanna organizzando e mettendosi personalmente a capo di un grosso esercito. Durante la sosta che fece sul fiume Nam Tha, nei pressi del confine, le trame ordite dal principe Thakkhin indussero il re a giustiziare con l'accusa di tradimento Phragna Chantaburi, che comandava le proprie truppe. Gli invasori espugnarono Chiang Saen, dove sostarono per un lungo periodo, e quando stavano per marciare sulla capitale Chiang Mai accadde un fatto imprevisto.
Consapevole della sua inferiorità militare, Mekuti aveva chiesto l'intervento di Bayinnaung, il grande re di Hongsavadi (antico nome di Pegu) succeduto a Tabinshwehti sul trono della Dinastia di Toungoo. Bayinnaung aderì alla richiesta e si installò a Chiang Mai con il suo potente esercito prima dell'arrivo dei laotiani, mandando un ambasciatore a Setthathirat con un invito a Chiang Mai per un colloquio. Il re sospettò che fosse un'imboscata e si ritirò con le proprie truppe prendendo l'ambasciatore come ostaggio. Il re birmano mandò un'armata ad inseguire i laotiani che si ritirò dopo aver raggiunto la retroguardia in prossimità della capitale liberando l'ostaggio ed infliggendo pesanti perdite.

#### Espansione birmana
La seconda unificazione della Birmania era avvenuta grazie a Tabinshwehti della dinastia di Taungù durante il regno di Phothisarat. Oltre ad estendere la sua influenza sul Regno di Lanna, nel 1549 le sue armate avevano invaso il Siam. L'assedio della capitale era stato respinto a fatica, durante la battaglia erano morte la regina e la figlia del re Maha Chakkraphat, scese in campo per fronteggiare l'emergenza. Durante la ritirata, i birmani avevano catturato il figlio di Chakkraphat Ramesuen ed il cognato Maha Thammarachathirat, viceré di Ayutthaya e re di Sukhothai. Stanchi per il lungo assedio e a corto di viveri, i birmani imposero al re siamese di lasciarli tornare incolumi in patria offrendo in cambio la restituzione dei due principi.
Al comando del successore Bayinnaung, definito il Napoleone della Birmania, l'esercito di Pegu divenne un'invincibile macchina da guerra. Nel giro di pochi anni fu nuovamente riunificato il paese, spaccato dopo la rivolta dei mon del 1550 che era costata la vita a Tabinshwehti. Vennero annessi i principati shan e fu conquistata una parte del Regno di Chiang Hung. Nel 1557 fu definitivamente sottomesso il Regno Lanna, che perse per sempre l'indipendenza a 265 anni dalla fondazione.

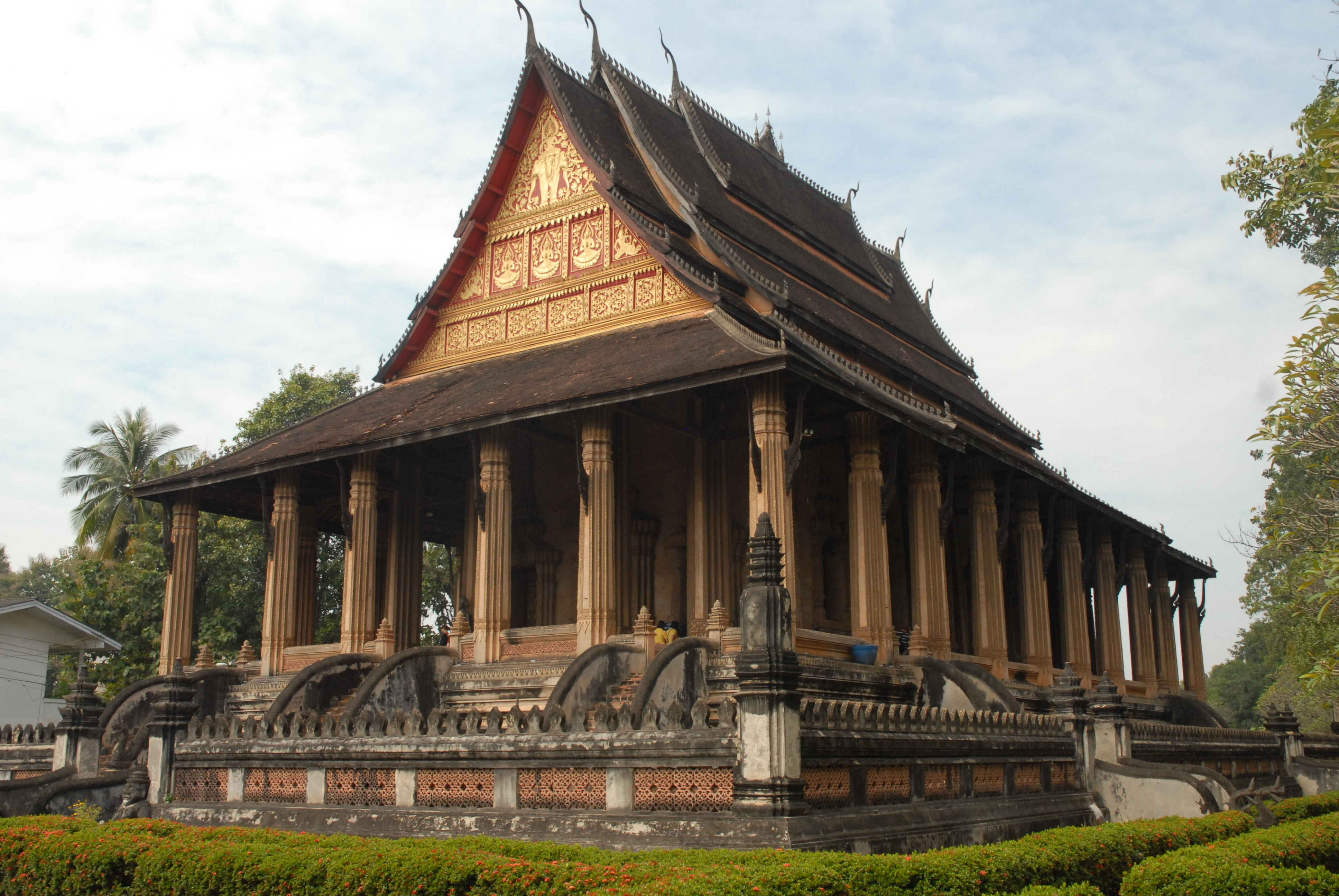
L'aspetto odierno di Ho Phra Keo, dopo la distruzione del 1828-1829 e la ricostruzione del 1936

#### Spostamento della capitale a Vientiane
Constatata la potenza dei birmani, nel 1560 Setthathirat spostò la capitale nella lontana Vientiane, a cui diede il nome di Mueang Lan Xang Chantaburi, giudicata più difendibile in caso di un nuovo attacco. Dalla città poteva inoltre controllare più agevolmente i principati meridionali. Cambiò anche il nome della vecchia capitale, ribattezzata Luang Prabang in onore del Phra Bang, la venerata statua di Buddha palladio della monarchia, che lasciò nelle mani del clero locale a cui affidò anche il governo cittadino. Portò invece con sé il Buddha di Smeraldo ed il Phra Sek Kham, un'altra antica sacra statua del Buddha, che furono custodite nel nuovo sontuoso tempio Vat Phra Keo, l'odierno Ho Phra Keo. Fece anche costruire un palazzo reale nella nuova capitale.
Nel 1562 (secondo gli annali di Ayutthaya nel 1550), chiese in sposa al re di Ayutthaya Maha Chakkraphat la figlia Thep Kasatri, della cui bellezza gli era giunta voce e la cui madre aveva eroicamente perso la vita in battaglia per salvare il marito. Il permesso fu accordato dal sovrano siamese anche come patto di alleanza in funzione anti-birmana, dato che gli eserciti di Taungù stavano trionfando ovunque e seminavano terrore in tutta la regione. I dignitari di Lan Xang che arrivarono ad Ayutthaya per scortare la principessa vennero informati che Thep Kasatri era ammalata ed al suo posto fu inviata un'altra figlia del re. Setthathirat la rimandò indietro con un duro messaggio sollecitando l'arrivo della sposa da lui prescelta, che quando fu guarita fu mandata a Vientiane.

#### Invasione birmana
Accompagnato dai dignitari di corte, Setthathirat ricevette la principessa in una località tra Vientiane ed Ayutthaya dove i festeggiamenti si protrassero a lungo. Nel frattempo i due principali governatori di Lanna si erano ribellati al controllo birmano ed uno si era rifugiato a Vientiane. Fu questo il casus belli che spinse i birmani nel 1564 ad occupare la capitale di Lan Xang mentre Setthathirat era andato ad incontrare la principessa. Il sovrano tornò subito a Vientiane e con l'aiuto delle truppe del principe Sai Khen Hak cacciò gli invasori. Ricompensò il principe facendolo primo ministro e fece giustiziare gli aristocratici che avevano permesso l'occupazione della città.
Secondo fonti siamesi, Maha Thammarachathirat di Phitsanulok era venuto a sapere del matrimonio concordato tra Setthathirat e Thep Kasatri e ne informò Bayinnaung, che fece rapire e deportare in Birmania la principessa mentre si stava recando a Vientiane per sposarsi. A Pegu, Thep Kasatri si tolse la vita per evitare di diventare sposa del re birmano. Questi fatti aumentarono l'odio di Setthathirat verso i birmani e ne fecero un nemico giurato del re di Phitsanulok. Sempre secondo tali fonti, Setthathirat era fuggito da Vientiane quando erano arrivati i birmani, che distrussero la capitale e deportarono a Pegu parte della famiglia reale. Tra i rapiti vi fu il principe Phragna Asen, fratello di Setthathirat, che sarebbe rimasto a Pegu per 11 anni. I birmani lo riportarono in patria nel 1575 nel corso dell'invasione che sottomise Lan Xang, per farne un re fantoccio con il nome Voravongse I.

#### Guerre con i birmani nel Regno di Ayutthaya
Nel 1564, i birmani di Bayinnaung invasero il Regno di Ayutthaya e dopo aver conquistato diverse città posero sotto assedio la capitale. Il re Maha Chakkraphat fece atto di sottomissione, consegnò come ostaggi un figlio ed alcuni generali, abdicò in favore del figlio Mahinthrathirat ed entrò in monastero. Ayutthaya perse per la prima volta l'indipendenza e divenne tributaria dei birmani. Durante l'assedio, il re di Phitsanulok Maha Thammarachathirat si schierò dalla parte degli invasori. Come era loro costume, i birmani concessero un buon grado di autonomia al regno, ritirando il grosso delle truppe.
Mahinthrathirat chiese l'aiuto del cognato Setthathirat per riprendere il controllo di Phitsanulok, approfittando che l'esercito birmano era impegnato in altre campagne militari. Setthathirat accettò l'invito e si pose a capo di un esercito di 280.000 uomini e 2.500 elefanti che mise sotto assedio la città nel 1567. Contemporaneamente inviò un'armata di 100.000 uomini e 1.000 elefanti nel nord-ovest per riprendere il controllo dei territori del Regno di Chiang Hung, da lungo tempo tributario di Lanna e Lan Xang.
La piccola armata di Ayutthaya che raggiunse Phitsanulok via fiume fu respinta da un esercito birmano di 10.000 uomini accorso in aiuto degli assediati. Le truppe di Setthathirat finsero di ritirarsi dopo 20 giorni di assedio e tesero un'imboscata alle armate che le inseguirono. La tattica si rivelò positiva ed i contingenti birmani e di Phitsanulok vennero decimati. Il trionfo fu completato con la vittoria dell'esercito di Lan Xang nei territori di Chiang Hung.
L'esercito di Bayinnaung riprese subito il controllo del Regno di Ayutthaya e nel 1569 Mahinthrathirat chiese nuovamente l'aiuto di Lan Xang per cacciare i birmani che avevano posto sotto assedio la capitale. Questa volta Setthathirat giunse nel Siam con 50.000 uomini e 300 elefanti e dopo un successo iniziale a Saraburi si diresse ad Ayutthaya. Sopraffatti dalla superiorità delle forze nemiche, i laotiani dovettero ritirarsi. Ayutthaya fu espugnata per la prima volta nella sua storia, l'intera famiglia reale fu deportata a Pegu e Mahinthrathirat morì durante il trasferimento. Bayinnaung mise sul trono del Siam il suo fantoccio Maha Thammarachathirat che fondò la dinastia di Sukhothai, ponendo fine dopo duecento anni alla dinastia di Suphannaphum.

#### Nuova invasione birmana
Appena ebbero il tempo di organizzarsi, i birmani invasero Lan Xang nel 1570. Dopo aver constatato il valore dell'esercito di Pegu, anziché affrontare il nemico in campo aperto Setthathirat dispose l'evacuazione di Vientiane ed attuò una snervante tattica di guerriglia. I birmani arrivarono nella zona della capitale conquistando tutte le città che attraversarono. Mentre si trovavano sulla sponda destra del Mekong, videro dei gruppi di militari laotiani sull'altra sponda scappare verso la valle del fiume Nam Ngum. Attraversarono il Mekong ma non trovarono alcuna opposizione, tornarono a dirigersi a Vientiane e furono sorpresi di trovarla deserta.
Il re di Lan Xang inviò dei manipoli di soldati a compiere azioni di disturbo, i birmani li inseguirono ed ingaggiarono battaglia con un contingente laotiano, che provocò relative perdite ma fiaccò le truppe di Bayinnaung, ormai a corto di viveri. L'arrivo delle piogge indusse i birmani a tornare a Vientiane, da dove furono inviate a cercare cibo delle pattuglie, regolarmente attaccate dai laotiani. Con i suoi uomini allo stremo delle forze ed in preda a malattie, il re di Pegu ordinò di tornare in Birmania. A questo punto le forze di Lan Xang ingaggiarono battaglia ed inseguirono il nemico in ritirata infliggendo dure perdite.

#### Morte e successione
Le guerre birmane avevano distratto Setthathirat dal controllo delle province più lontane del regno. Ne approfittò il governatore del principato meridionale di Mueang Nakhon, che nel tentativo di liberarsi dal dominio di Vientiane attirò il sovrano in una trappola. Inviò nella capitale degli emissari che comunicarono al re la falsa notizia della morte del principe di Mueang Ong Kan, un territorio nell'odierna provincia di Attapeu.
Setthathirat inviò dei dignitari a Mueang Ong Kan per indagare sulla situazione e questi vennero cacciati dal principe locale, che godeva di buona salute. Il principe di Mueang Nakhon si finse indignato e chiese l'intervento diretto del sovrano per soggiogare Mueang Ong Kan. Setthatirat gli diede credito ed inviò nella provincia un'armata che fu sterminata da un'imboscata organizzata dal principe di Nakhon. Il re intervenne allora di persona e a sua volta fu vittima di un'imboscata nei territori di Mueang Ong Kan, dove morì nel 1571. Secondo alcune fonti sarebbe morto invece nel 1572.
Alla sua morte, si scatenò una disputa per la successione. Parte dell'aristocrazia proclamò re il figlio di Setthathirat No Keo Kuman, che era appena nato. L'influente generale Sen Surintra Lusai, che era suocero del sovrano ed il più valoroso dei suoi strateghi, reclamò i suoi diritti al trono per il ruolo che ebbe nel respingere i birmani e nella ricostruzione di Vientiane. Sen Surintra emerse vincitore dalla guerra civile che si scatenò tra le sue armate e quelle dell'altro importante generale Phragna Chanta Siharad, Dopo essere stato per un anno il reggente del bambino, di cui era il nonno, si prese il trono nel 1572 con il nome regale Sen Surintra.
I laotiani soffrirono per la perdita di Setthathirat, il nuovo re non era di sangue reale ed il malcontento che si diffuse facilitò il compito dei birmani, che occuparono la capitale Vientiane nel 1575 e resero Lan Xang uno Stato vassallo. Il dominio di Pegu sarebbe durato fino al 1603.

## Genealogia
Setthathirat I ebbe almeno 5 mogli:
- Regina Ton Tip, figlia del nonno materno Mueang Keo;[3] re di Lanna, sposata a Chiang Mai il 14 luglio 1546[5]
- Regina Ton Kam, altra figlia di Mueang Keo, sposata contemporaneamente a Ton Tip;
- Regina Thep Kasatri, figlia del re di Ayutthaya Maha Chakkraphat, sposata a Nong Han nel 1563;
- Una regina figlia del futuro re di Lan Xang Sen Surintra;
- Una regina proveniente dal Regno Khmer che portò con sé una copia delle cronache della sacra reliquia dello sterno di Buddha.

Ebbe inoltre 1 figlio ed una figlia:
1. Principe Nu Muang Kaeva Kumara, che gli succedette al trono con il nome regale No Keo Kuman;
2. Principessa Khau Pheng, che andò in sposa al principe di Mueang Phuan Kham Khon.